# André Fumex
André Fumex, né le 2 février 1923 à Annecy et mort en février 2004, est un homme politique français dans la mouvance du Centre démocrate puis de l'Union pour la démocratie française. Il a été maire d'Annecy de 1975 à 1983.

## Biographie

### Origines
André Fumex naît le 2 février 1923, à Annecy. Il est le fils d'un fabricant de cierges et bougies, il rejoint en 1940 l'entreprise familiale à la fin de ses études.
Il milite dans l'Association catholique de la jeunesse française.

### Résistance
Il entre dans la résistance en 1943 à l'âge de 20 ans. Arrêté par la Gestapo le 14 octobre 1943, comme réfractaire au STO, il est interné à Annemasse avant d'être transféré vers la prison Montluc à Lyon mais il parvient à s'échapper pendant le voyage. Il rejoint le maquis de Manigod puis le 31 janvier 1944, le camp du maquis des Glières et devient, sous le pseudonyme de d'« Artagnan », un des hommes de confiance de Tom Morel. Il est chargé d'organiser les parachutages et les contacts radios. Il parvient à s'échapper de l'écrasement du maquis des Glières et rejoint Annecy et entre dans l'Armée secrète avant de rejoindre l'armée régulière à la libération pour une courte période.
Il est responsable du parachutage du 1er août 1944 aux Glières,.
En août 1944, il entre au nouveau conseil municipal de l'après libération et prend la tête du mouvement jeunesse de l'Action catholique haut-savoyarde.
La guerre terminée, il reprend la direction au début des années 1950 de l'entreprise de familiale de ciergerie située à la limite d'Annecy-le-Vieux.

### Vie politique
En 1959, il est élu au conseil municipal d'Annecy dans l'équipe de Charles Bosson et en 1965, il devient maire-adjoint chargé de la jeunesse. En 1975, il remplace Charles Bosson qui désirait se retirer du premier plan de la vie politique locale et devient maire d'Annecy,. il est réélu sur sa propre liste aux élections municipales de 1977. Sous son mandat sera érigé le centre Bonlieu, détruit l'ancien casino du Pâquier, construit un quartier de logement sur le site de l'ancien quartier industriel de la Manufacture, et créée une zone piétonne s'étendant sur plusieurs rues du centre-ville. Il se retire de la vie municipale en 1983 et prend la direction du syndicat intercommunal d'étude de l'agglomération annécienne jusqu'en 1989.
En 1973, il avait été élu conseiller général du canton d'Annecy-Nord-Est et le restera jusqu'en 2001. En 1987, il devient vice-président de l'Assemblée départementale, chargé des questions scolaires et universitaires.

## Mandats
Conseil général de la Haute-Savoie
- Conseiller général du canton d'Annecy-Nord-Est de 1973 à 2001
- Vice-président de 1987 à 2001

Commune d'Annecy
- Conseiller municipal de 1959 à 1983
- Maire de 1975 à 1983

## Décorations
- Croix de guerre 1939–1945 avec étoile d'argent
- Médaille de la Résistance française
- Médaille des évadés
- Médaille de la Jeunesse et des Sports, argent
- Chevalier de l'ordre national du Mérite
- Chevalier de la Légion d'honneur[7].
- Officier de l'ordre des Palmes académiques

## Postérité
Une rue d'Annecy porte son nom.
Son petit-fils, Bruno Basso, a été maire délégué d'Annecy-le-Vieux et investi dans la campagne électorale municipale annécienne de 2020.